# Sołacz, Tỉnh West Pomeranian
Sołacz [ˈsɔwat͡ʂ] (tiếng Đức: Hufenbruch) là một khu định cư ở khu hành chính của Gmina Nowogródek Pomorski, thuộc hạt Myślibórz, West Pomeranian Voivodeship, ở phía tây bắc Ba Lan.
Trước năm 1945, khu vực này là một phần của Đức. Đối với lịch sử của khu vực, xem Lịch sử của Pomerania.